# Aligerno
Aligerno (em latim: Aligernus) foi um oficial gótico do século VI, ativo durante o reinado dos reis Tótila (r. 541–552) e Teia (r. 552–554). De início lutou contra o Império Bizantino na Guerra Gótica, mas pelo fim do conflito aliou-se aos bizantinos. As principais fontes sobre ele são Procópio de Cesareia e Agátias.

## Vida
Agátias descreve-o como filho de Fredigerno (Fritigerno) e o irmão mais jovem do rei ostrogótico Teia (r. 552–553). Procópio considera-o como irmão de Tótila (r. 541–552). Isso é provavelmente um erro, pois Aligerno pode não ser irmão de ambos. Os historiadores modernos consideram Agátias mais confiável nesta questão. Foi citado pela primeira vez em 552, sem nome, por Procópio. Tótila nomeou Herodiano e Aligerno como cocomandantes sobre a cidade de Cumas. O destino de Herodiano é incerto. Aligerno é citado defendendo a cidade em ca. 554, após as mortes de Tótila e Teia. Agátias explica o contínuo desafio de Aligerno ao apontar a forte posição defensiva da cidade e uma aparente "abundância de suprimentos". Durante um cerco bizantino à cidade, Aligerno foi registrado matando Paládio.
A situação mudou quando os francos invadiram a península Itálica. A nova ameaça convenceu Aligerno a render a cidade no final de 553 ou começo de 554. Ele visitou Narses, o comandante imperial, e entregou as chaves da cidade. Narses imediatamente enviou-o para Cesena, para um primeiro encontro com os francos. Sua tentativa para desencorajar os francos de sua marcha contra Cumas falhou. Em outubro de 554, lutou pelos bizantinos na Batalha do Volturno, uma decisiva vitória imperial. Nada mais se sabe sobre ele depois disso.